# Svetlana Kapanina
Svetlana Vladimirovna Kapanina (rusko: Светлана Владимировна Капанина), ruska akrobatska pilotka, * 22. december 1968, Ščučinsk, Kazahstan.

## Življenjepis
Svetlana, ki so jo že od otroštva zanimali hitri avtomobili, motorji in letala se je po končani osnovni šoli vpisala v srednjo zdravstveno šolo v Celinogradu (danes Astana), in končala smer farmacevtike. Leta 1988 je pri 19 letih je opravila pilotski izpit in začela leteti z letalom Suhoj Su-26M3, obenem pa je opravljala službo tehnika v športnem letalskem klubu v Kurganu. Leta 1991 je postala letalska inštruktorica. Istega leta je bila sprejeta v rusko državno aerobatsko ekipo. Leta 1995 je diplomirala na aeronavtično-tehnični šoli v Kalugi.

## Aerobatski dosežki
V ženski kategoriji je postala svetovna aerobatska prvakinja v letih 1996, 1998, 2001, 2003, 2005, 2007 in 2011, s čimer je najuspešnejša aerobatska pilotka vseh časov. Poleg tega je osvojila naslov prvakinje na World Air Games v letih 1997 in 2001.
S pilotoma Mihailom Mamistovom in Olegom Spoljanskijem je leta 2008 osvojila ekipno prvo mesto na 16. evropskem aerobatskem prvenstvu v Hradec Králové (Češka). Na tem prvenstvu je Svetlana osvojila skupno četrto mesto in prvo mesto med ženskami.

## Nagrade
- 1997 - Diploma Paula Tissandiera, ki jo podeljuje Mednarodna letalska zveza (FAI).[2]
- 2005 - medalja Sabihe Gökçen[2]
- 2005 - Centenary Medal, ki jo podeljuje FAI.[5]
- 2014 - Red hrabrosti, ki ji ga je podelil ruski predsednik Vladimir Putin[6]